# Collision aérienne de Charkhi Dadri
La collision aérienne de Charkhi Dadri s'est produite le 12 novembre 1996 à 18 h 40 (13 h 10 UTC) lorsqu'un Boeing 747-168B de Saudi Arabian Airlines venant de décoller de New Delhi, en Inde, et un Iliouchine Il-76TD de Kazakhstan Airlines, qui est en approche, se percutent au-dessus du village de Charkhi Dadri, à 65 kilomètres à l'ouest de la capitale indienne.
L'accident tue les 312 occupants du 747 et les 37 occupants de l'Iliouchine, ce qui en fait le troisième accident aérien le plus meurtrier de l'histoire de l'aviation, juste derrière l'accident du vol 123 de Japan Airlines et la collision de l'aéroport de Tenerife (sans prendre en compte les attentats du 11 septembre 2001 qui étaient le résultat d'actes délibérés et à motivation criminelle). C'est également la collision aérienne la plus meurtrière de l'histoire de l'aviation, ainsi que la pire catastrophe aérienne survenue en Inde.

## Appareils impliqués

### Avion kazakh
Le vol Kazakhstan Airlines 1907 — numéro de vol KZ 1907 — était un vol nolisé affrété par des touristes russes et kirghizes provenant de Chymkent, au Kazakhstan, à destination de New Delhi. Les passagers se rendaient en Inde durant une période de trois jours afin d'y acheter des produits en grosses quantités dans le but de les revendre une fois de retour dans leur pays,. Se trouvait également à bord une importante cargaison de vêtements, de produits en cuir et de cosmétiques.

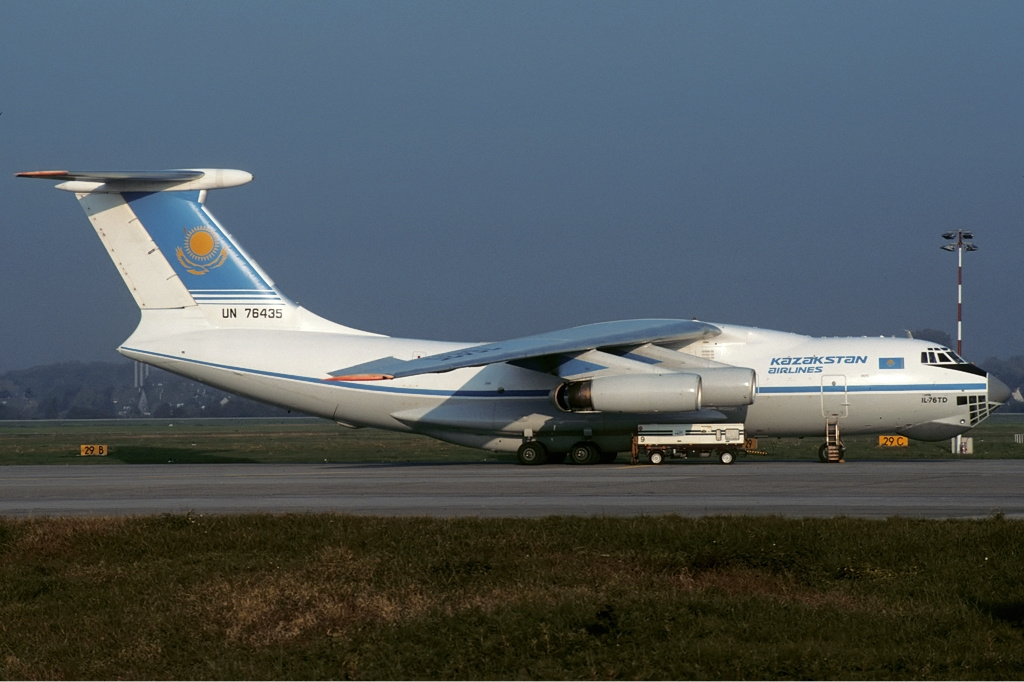
L'Iliouchine Il-76TD impliqué dans l'accident (UN-76435), ici à l'aéroport international de Düsseldorf en octobre 1994.

L'avion est un Iliouchine Il-76TD, un avion-cargo modifié en une version combi pour assurer le transport de passagers en plus de celui de marchandises, construit par l'association de construction aéronautique de Tachkent en 1992 sous le numéro de série 1023413428 et immatriculé CCCP-76435.  Son premier vol eut lieu le 31 juillet 1992. Il appartint tout d'abord à la compagnie nationale russe Aeroflot puis Kazakhstan Airlines le racheta en août 1993 et il reçut alors le numéro de queue UN-76435. Cet aéronef faisait partie de la flotte de Chimkent Avia Kazakhstan, société sœur et filiale de Kazakhstan Airlines. Au moment de l'accident, il comptabilisait 2 644 heures de vol et était propulsé par quatre turboréacteurs à double flux Soloviev D-30KP,,.

### Avion saoudien
Le vol Saudi Arabian Airlines 763 — numéro de vol SV 763 — était quant à lui un vol régulier effectuant la liaison entre l'aéroport international Indira-Gandhi et Djeddah via Dhahran, en Arabie saoudite.
L'avion est un Boeing 747-168B construit en 1982 sous le numéro de série 22748/555 et immatriculé HZ-AIH. Son premier vol eut lieu le 3 février 1982 et il fut transféré à la compagnie aérienne nationale saoudienne le 17 mars de cette même année. Au moment de l'accident, il comptabilisait 14 927 cycles décollage-atterrissage et 40 035 heures de vol. Il était propulsé par quatre moteurs Rolls-Royce RB211-524C2,.
La cabine était configurée avec 387 sièges passagers, 18 en première classe et 369 en classe « invité » respectivement.

## Équipages et passagers

### Vol KZ 1907
La composition de l'équipage du vol KZ 1907 était la suivante,:
- le commandant de bord Aleksandre Robertovitch Tcherepanov, âgé de 44 ans, de nationalité kazakh. Il comptabilisait 9 229 heures de vol, dont 1 488 sur Il-76 (1 287 en tant que commandant de bord).
- le copilote Ermek Kojakhmetovitch Djangirov, âgé de 37 ans, de nationalité kazakh. Il comptabilisait 6 823 heures de vol, dont 410 sur Il-76.
- le navigateur Jakhanbek Duissenovitch Aripbaïev, âgé de 51 ans, de nationalité kazakh. Il comptabilisait 12 789 heures de vol, dont 1 327 sur Il-76.
- l'officier mécanicien navigant Alexandre Alexandrovitch Tchouprov, âgé de 50 ans, de nationalité kazakh. Il comptabilisait 9 201 heures de vol, dont 1 248 sur Il-76.
- l'opérateur radio Egor Alekseïevitch Repp, âgé de 41 ans, de nationalité kazakh. Il comptabilisait 1 308 heures de vol sur Il-76.
- les cinq membres du personnels navigant étant tous de nationalité kazakh.

| Nationalité            | Nombre de passagers | Membres d'équipage | Total |
| ---------------------- | ------------------- | ------------------ | ----- |
| Kazakhstan             | 0                   | 10                 | 10    |
| Kirghizistan           | 13                  | 0                  | 13    |
| Russie                 | 14                  | 0                  | 14    |
| Total (3 nationalités) | 27                  | 10                 | 37    |

Il y avait au total 37 personnes à bord de l'avion : 27 passagers et 10 membres d'équipage.

### Vol SV 763
La composition de l'équipage du vol SV 763 était la suivante: 
- le commandant de bord Khalid Al Shoubaili, âgé de 45 ans, de nationalité saoudienne. Il comptabilisait 9 837 heures de vol, dont 4 313 sur Boeing 747-100 (104 en tant que commandant de bord).
- le copilote Nazir Khan, âgé de 37 ans, de nationalité américaine. Il comptabilisait 7 779 heures de vol, dont 1 952 sur Boeing 747-100.
- l'officier mécanicien navigant Muhamad S. Evris, âgé de 33 ans, de nationalité saoudienne. Il comptabilisait 3 326 heures de vol, dont 1 755 sur Boeing 747-100.
- le personnel de cabine composé de 20 personnes, dont cinq membres d'une unité antiterroriste.

| Nationalité     | Nombre de passagers | Membres d'équipage | Total, |
| --------------- | ------------------- | ------------------ | ------ |
| Arabie saoudite | 1                   | 12                 | 13     |
| Bangladesh      | 1                   | 0                  | 1      |
| États-Unis      | 2                   | 1                  | 3      |
| Inde            | 215                 | 0                  | 215    |
| Népal           | 40                  | 0                  | 40     |
| Pakistan        | 3                   | 0                  | 3      |
| Royaume-Uni     | 1                   | 0                  | 1      |
| Non identifiés  | 36                  | 10                 | 46     |
| Total           | 289                 | 23                 | 312    |

Il y avait au total 312 personnes à bord de l'avion : 289 passagers et 23 membres d'équipage.

## Déroulement de l'accident
Le vol 763 décolla de l'aéroport international Indira-Gandhi de Delhi à 18h32, heure locale, le 12 novembre 1996 à destination de Dhahran, en Arabie saoudite. L'équipage suivait la procédure de départ SID Parvi pour rejoindre le couloir aérien G452. 
Il contacta le contrôle aérien pour signaler son passage au niveau de vol 100 (10 000 pieds, 3 050 m). Il fut autorisé à poursuivre la montée jusqu'au niveau de vol 140 (14 000 pieds, 4 267 m) puis à maintenir ce niveau jusqu'à nouvel ordre, car un autre avion, un Iliouchine Il-76 assurant le vol 1907 de Kazakhstan Airlines, arrivait sur la même trajectoire en sens opposé et en descente. 
Les deux vols étaient alors contrôlés par le même contrôleur d'approche, VK Dutta. Peu de temps après, le vol 1907 annonça son arrivée au niveau 150 (15 000 pieds, 4 572 m) qui lui avait été assigné par le contrôleur. Le contrôleur émit le message : « Reçu. Maintenez 150. Trafic sens opposé à vos 12 heures, un 747 de la Saudi, 10 miles devant. Signalez le contact visuel. ». 
L'équipage kazakh répondit en demandant la distance de séparation. Le contrôleur répéta « 14 miles, 1907. » Aucune réponse ne venant, il répéta son avertissement : « Trafic à 8 miles, niveau 140. » Ce fut le dernier contact radio. 
Le capitaine Timothy J. Place, pilote d'un Lockheed C-141 Starlifter de l'US Air Force, en approche sur l'aéroport de Delhi, fut le seul témoin oculaire de la collision. Il aperçut puis signala au contrôleur aérien une explosion dans le ciel, puis deux incendies au sol.

## Bilan
- Survivants : aucun.
- Morts : 349[14] (289 passagers et 23 membres d'équipage du vol 763, 27 passagers et 10 membres d'équipage du vol 1907).
- Les deux avions sont détruits.

## Enquête
L'enquête fut menée par les autorités indiennes. Les boîtes noires des deux avions furent retrouvées et analysées au Royaume-Uni. Il apparut rapidement que l'accident était dû à une erreur humaine du pilote de l'Iliouchine qui n'avait pas respecté l'altitude de 15 000 pieds (4 572 m) qui lui avait été assignée. Au lieu de cela, il était descendu d'abord à 14 500 pieds puis à environ 14 000 un peu plus tard. Il apparut également que le pilote ne parlait pas anglais et relayait les communications à son opérateur radio. 
Les autorités kazakhs déclarèrent que l'avion avait traversé une zone de turbulences due à des cumulus. La présence de ces turbulences fut démentie par le syndicat de contrôleurs aériens indien qui s'appuya sur les rapports météorologiques tout en confirmant que la collision avait eu lieu dans un nuage.
Le rapport final conclut à l'erreur du pilote kazakh.
L'enquête démontra qu'à 18 h 40 et environ 14 000 pieds d'altitude, l'aile gauche de l'Iliouchine percuta et arracha l'aile gauche et une partie du stabilisateur horizontal du Boeing saoudien, tandis que le stabilisateur horizontal gauche du 747 trancha l'empennage vertical de l'Iliouchine, qui perdit également son stabilisateur horizontal, situé au sommet de l'empennage. Le 747 partit alors dans une vrille incontrôlable, provoquant des déchirures dans la structure de l'appareil et percuta un champ à plus de 1 000 km/h. Les 312 personnes à bord furent tuées sur le coup. L'Iliouchine partit également en vrille, mais son fuselage resta intact jusqu'à l'écrasement sur le sol. Les équipes de secours découvrirent quatre passagers vivants, mais très gravement blessés qui moururent peu après. Les 37 personnes présentes à bord trouvèrent donc la mort.
Des conditions favorisèrent également cet accident. Le contrôle aérien de l'aéroport qui guidait les avions en approche n'était pas équipé de radars dits secondaires lui indiquant l'altitude des avions (un radar de ce genre, prévu pour être installé, était encore dans son emballage et mit deux ans à être installé), le contrôleur devait donc se fier uniquement aux indications des pilotes. 
De plus, aucun des deux avions n'était équipé du TCAS, le système d'évitement de collision, pourtant présent dans la grande majorité des avions de ligne modernes ; et au moment de la collision, un seul couloir aérien était alors dédié aux avions civils partant ou arrivant à l'aéroport, les trois autres étant réservés aux vols militaires.

## Médias
L'accident a fait l'objet d'un épisode dans la série télé Air Crash nommé « Passé inaperçu » (saison 7 - épisode 4).